# Cochlostoma nanum
Cochlostoma nanum, ungebräuchlich auch Zwerg-Walddeckelschnecke genannt, ist eine auf dem Land lebende Schneckenart aus der Familie der Walddeckelschnecken (Cochlostomatidae) in der Ordnung Architaenioglossa („Alt-Bandzüngler“).

## Merkmale
Das rechtsgewundene Gehäuse ist 6,5 bis 8,1 mm hoch und 3,3 bis 3,8 mm breit. Es ist kegelförmig bis länglich-kegelförmig mit einem relativ dicken Gewinde und einem stumpfen Apex. Es weist 7 bis 8 gewölbte Windungen auf, die durch eine vergleichsweise tiefe Naht voneinander abgesetzt sind. Die Oberfläche ist mit schmalen, niedrigen Rippen besetzt; die Endwindung ist fein und dicht gestreift. Die Rippen und Streifen sind etwas heller. Sie stehen schief und sind auf der letzten Windung deutlich gebogen. Die Endwindung ist unten gerundet, oder ist undeutlich und leicht geschultert. Sie ist zur Mündung hin erweitert und steigt verhältnismäßig rasch an, jedoch weniger als bis zu einem ⅓ der Höhe der vorletzten Windung. Die Mündung ist in der Frontalansicht rundlich-eiförmig. Der Mündungsrand ist wenig bis deutlich verdoppelt und weicht unten deutlich zurück. Der Innensaum ist innen schwielenartig verengt. Der Außensaum ist dünn und scharf. Er ist schmal bis breit nach außen umgeschlagen. Der Spindelrand ist deutlich „geöhrt“.
Das Gehäuse einfarbig rötlich-hornfarben, oder rotbraun gebändert, z. T. graublau bereift. Auf der letzten Windung sind es meist drei Bänder, die aus mehr oder weniger zusammenhängenden Flecken bestehen.

## Geographische Verbreitung und Lebensraum
Das Verbreitungsgebiet erstreckt sich vom südöstlichen Österreich (Kärnten) über Slowenien bis nach Kroatien. Sie lebt dort an Felswänden.

## Taxonomie
Das Taxon wurde 1879 von Carl Agardh Westerlund als Pomatias nanus Westerlund, 1879 erstmals beschrieben. Heute wird die Art übereinstimmend der Untergattung Cochlostoma (Turritus) zugewiesen.
Die Fauna Europaea unterteilt die Art in zwei Unterarten:
- Cochlostoma (Turritus) nanum nanum (Westerlund, 1879)
- Cochlostoma (Turritus) nanum dubium (A.J. Wagner, 1897). Das Gehäuse ist einfarbig gelblich bis rötlich hornbraun. Die Rippen sind kräftiger und höher. Die innere Mundsaum ist stark verdickt und verdoppelt. Der äußere Mundsaum ist sehr breit und dick. Vorkommen: Trnovac, Kroatien

## Gefährdung
Die Art gilt nach der International Union for Conservation of Nature and Natural Resources (IUCN) als nicht gefährdet („Least Concern“). Sie ist in Kroatien per Gesetz geschützt.

## Belege

### Online
- AnimalBase - Cochlostoma nanum